# Phaselia erika
Phaselia erika là một loài bướm đêm trong họ Geometridae.